# Суда Ґоїті
Суда Ґоічі  (яп. 須田剛一, すだごういち; нар. 2 січня 1968) — головний виконавчий директор Grasshopper Manufacture. Також відомий як Suda 51. Псевдонім походить від його імені, японською «ґо» означає 5, а «ічі» — 1.

## Ігри
| Назва                                                 | Платформа                         | Статус релізу                                              | Посада               |
| ----------------------------------------------------- | --------------------------------- | ---------------------------------------------------------- | -------------------- |
| Super Fire Pro Wrestling 3 Final Bout                 | Super Famicom                     | Вийшла в Японії (1993)                                     | Scenario Writer      |
| Super Fire Pro Wrestling Special                      | Super Famicom                     | Вийшла в Японії (1994)                                     | Scenario Writer      |
| Twilight Syndrome: Search                             | PlayStation                       | Вийшла в Японії (1996)                                     | Director / Writer    |
| Twilight Syndrome: Investigation                      | PlayStation                       | Вийшла в Японії (1996)                                     | Director / Writer    |
| Moonlight Syndrome                                    | PlayStation                       | Вийшла в Японії (1997)                                     | Director / Writer    |
| The Silver Case                                       | PlayStation                       | Вийшла в Японії (1999)                                     | Director / Writer    |
| Flower, Sun, і Rain                                   | PlayStation 2                     | Вийшла в Японії (2001)                                     | Director / Writer    |
| Michigan: Report from Hell                            | PlayStation 2                     | Вийшла в Японії (2004) та Європі                           | Original Plan / Edit |
| killer7                                               | Nintendo GameCube і PlayStation 2 | Вийшла в Японії (2005), Північній Америці та Європі        | Director / Writer    |
| The Silver Case 25 Ward                               | i-mode і Yahoo! Keitai            | Вийшла в Японії (2005)                                     | Director / Writer    |
| Samurai Champloo: Sidetracked                         | PlayStation 2                     | Вийшла в Японії (2006) та Північній Америці                | Writer               |
| Contact                                               | Nintendo DS                       | Вийшла в Японії (2006), Північній Америці та Європі        | Producer             |
| Blood+: One Night Kiss                                | PlayStation 2                     | Released in Japan (2006)                                   | Writer               |
| No More Heroes                                        | Wii                               | Вийшла в Японії (2007), Північній Америці та Європі (2008) | Director / Writer    |
| Flower, Sun and Rain: Unending Paradise               | Nintendo DS                       | Вийшла в Японії (2008), Північній Америці та Європі (TBA)  | Director / Writer    |
| Fatal Frame IV                                        | Wii                               | Вийшла в Японії (2008)                                     | Producer             |
| The Silver Case                                       | Nintendo DS                       | В розробці                                                 | Director / Writer    |
| The Silver Case 25 Ward                               | Nintendo DS                       | В розробці                                                 | Director / Writer    |
| Неназваний horror-проект з Q Entertainment і EA Games | Xbox 360, Playstation 3, Wii і PC | В розробці                                                 | Director             |